# Opuntia howeyi
Opuntia howeyi ist eine Pflanzenart in der Gattung der Opuntien (Opuntia) aus der Familie der Kakteengewächse (Cactaceae). Opuntia howeyi ist in Mitteleuropa winterhart. Das Artepitheton howeyi ehrt einen Herrn Howey, über den jedoch nichts weiter bekannt ist.

## Beschreibung
Opuntia howeyi wächst buschartig ausgestreckt. Die grünen bis kupfergrünen, glänzenden Glieder sind oval und bis zu 10 Zentimeter breit. Ihre mit Glochiden besetzten Areolen sind rund und braun. Die weißlichen, steifen Dornen haben eine dunkle Spitze und werden bis 2,5 Zentimeter lang.
Die Blüten sind blass gelb, die Früchte rot.

## Verbreitung und Systematik
Opuntia howeyi ist wahrscheinlich in Mexiko verbreitet. Über die Art ist sehr wenig bekannt. Nach Curt Backeberg steht sie Opuntia phaeacantha nahe.
Die Erstbeschreibung wurde 1925 von Joseph Anton Purpus vorgenommen.

## Nachweise